# Сан-Педро-де-ла-Наве-Альмендра
Сан-Педро-де-ла-Наве-Альмендра (ісп. San Pedro de la Nave-Almendra) — муніципалітет в Іспанії, у складі автономної спільноти Кастилія-і-Леон, у провінції Самора. Населення — 395 осіб (2010).
Муніципалітет розташований на відстані близько 230 км на північний захід від Мадрида, 20 км на північний захід від Самори.
На території муніципалітету розташовані такі населені пункти: (дані про населення за 2010 рік)
- Альмендра: 191 особа
- Кампільйо: 49 осіб
- Вальдепердісес: 155 осіб

## Демографія
Динаміка населення (INE ):

## Галерея зображень

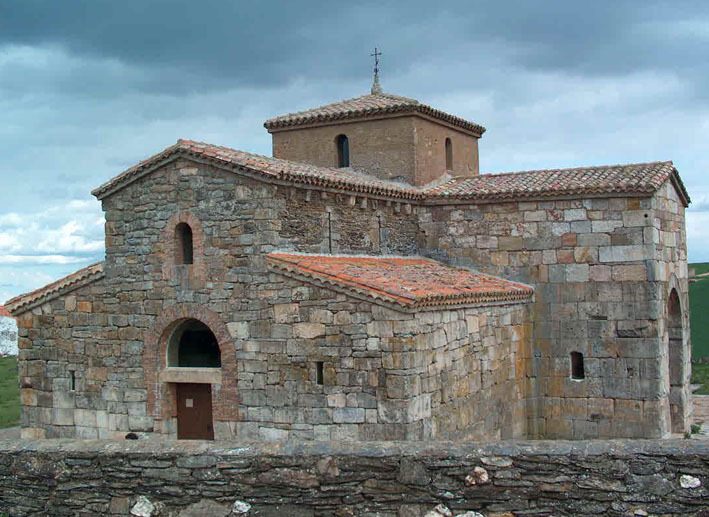
Церква у Сан-Педро-де-ла-Наве